# Eggenberg (Grazer Bergland)
Der Eggenberg ist ein 707 m ü. A. hoher Berg im Gemeindegebiet von Gratkorn im Grazer Bergland in der Steiermark in Österreich. Der Gipfel ist von allen Richtungen über Forststraßen und Wanderwege erschlossen.
Auf der Gipfelwiese befindet sich außer dem Gipfelkreuz noch eine Sitzmöglichkeit sowie eine Forsthütte.

## Bilder

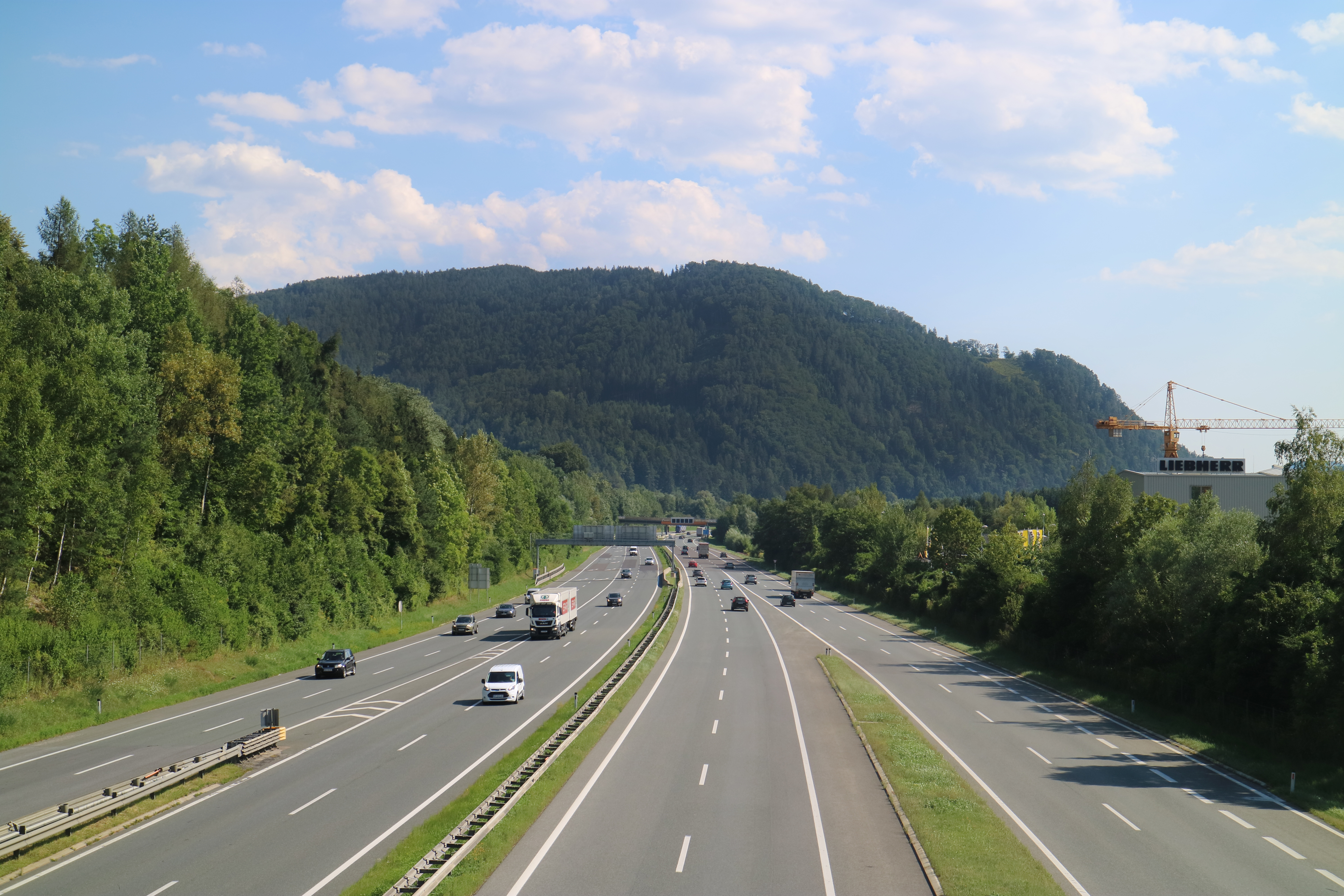
Ansicht von Norden mit A 9
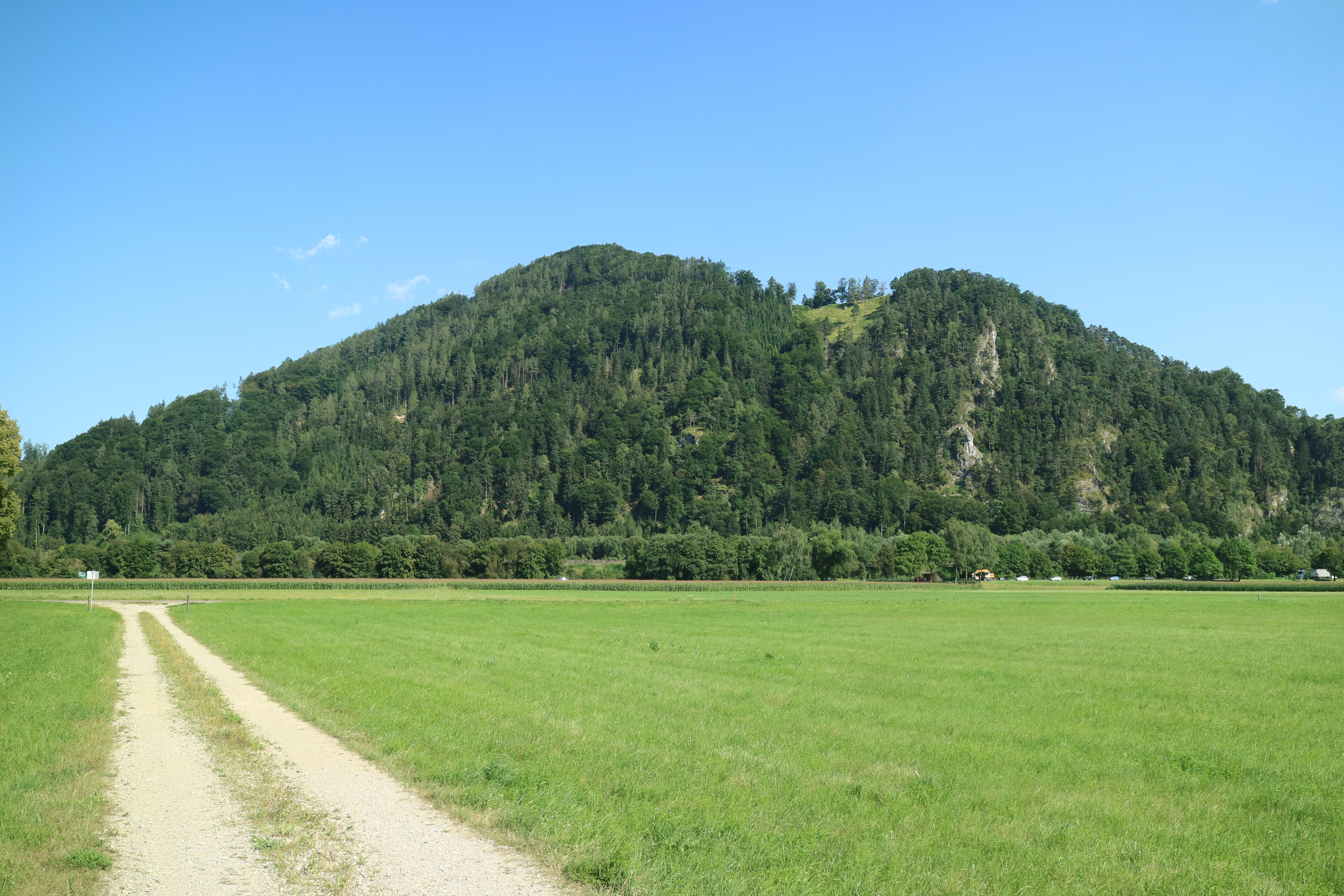
Ansicht von Nordwesten
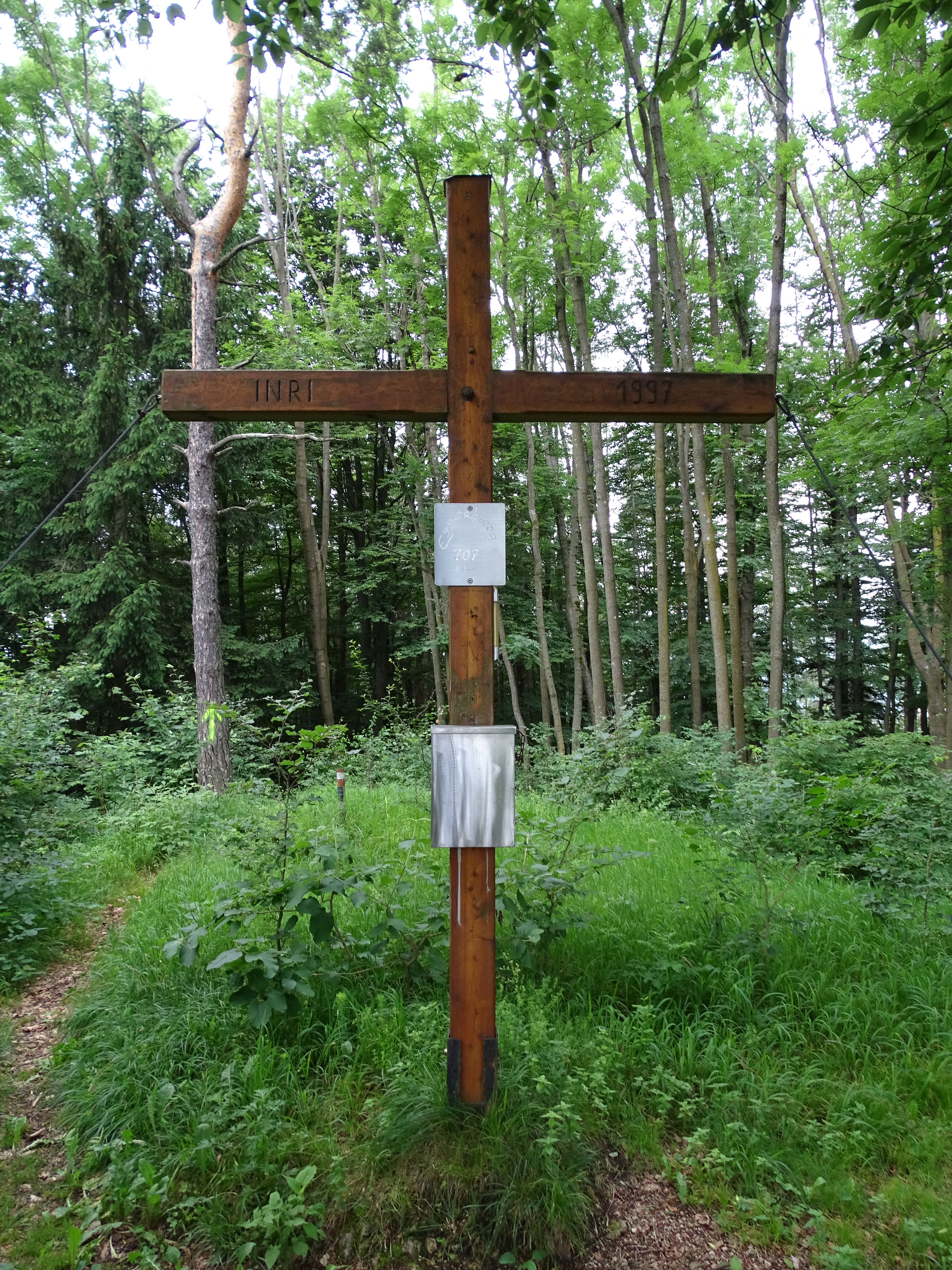
Gipfelkreuz
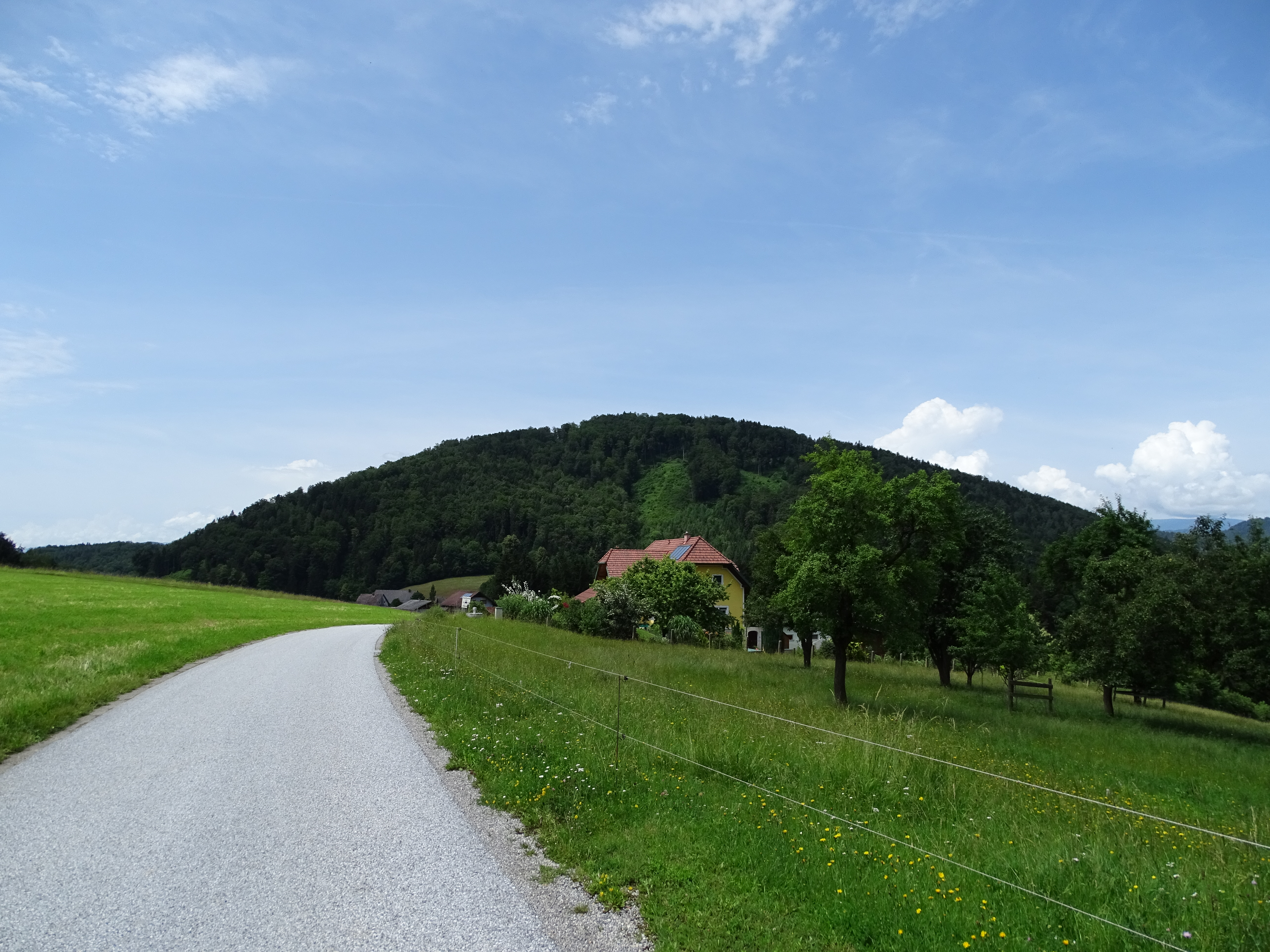
Ansicht von Osten